# Leptopus
Leptopus és un gènere de plantes amb flors pertanyent a la família Phyllanthaceae. És l'únic gènere de la subtribu Leptopinae i comprèn 10 espècies distribuïdes per Àsia, Austràlia i Amèrica.

## Taxonomia
- Leptopus australis
- Leptopus chinensis
- Leptopus clarkei
- Leptopus cordifolius
- Leptopus emicans
- Leptopus fangdingianus
- Leptopus hainanensis
- Leptopus pachyphyllus
- Leptopus robinsonii